# Lista över borgmästare i Södertälje
Detta är en lista över staden Södertälje stads borgmästare.

## Borgmästare i Södertälje
Borgmästare i Södertälje stad före 1971.

### Borgmästare
| Ämbetstid | Namn                | Levnadstid | Övrigt |
| --------- | ------------------- | ---------- | ------ |
|           | Zackarias Anthelius | 1583–1624  |        |
| 1719–1723 | Jonas Gripzell      | –1723      |        |
| 1731      | Johan Nordberg      | –1731      |        |
| 1731–1747 | Lennart Wetter      | 1697–1770  |        |
| 1755–1768 | Johan Torsk         | 1716–1768  |        |
| 1769–1783 | Sven Schierström    | 1716–1786  |        |
| 1784–1813 | Anders Otto Stenius | 1751–1813  |        |
| 1819–1830 | August Landegren    | 1793–1860  |        |
| 1830–1841 | Johan Jacob Jacobi  | 1798–1847  |        |
| 1842-1870 | Gustaf Danielson    | 1806-1870  |        |
| 1872-1895 | Anton Martin        | 1838–1895  |        |
| 1896–1946 | Jakob Pettersson    | 1866–1957  |        |
| 1953–1970 | Björn Widegren      | 1908–1994  |        |